# Cebrio rifensis
Cebrio rifensis is een keversoort uit de familie Cebrionidae. De wetenschappelijke naam van de soort is voor het eerst geldig gepubliceerd in 1963 door Kocher.